# Dマート

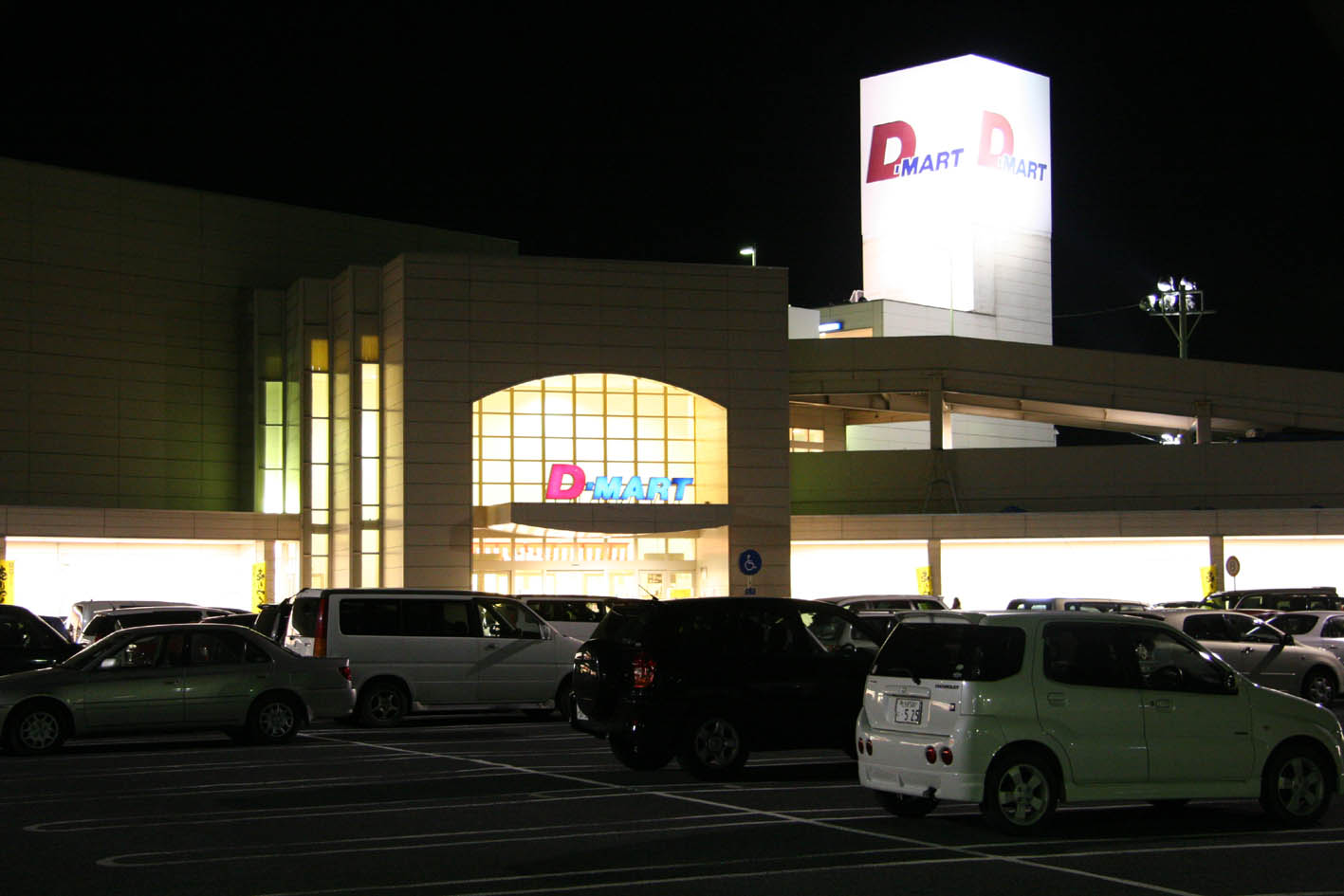
Dマート足利店（旧店舗）

Dマート（ディーマート）は、かつて株式会社ダイエー及び前身の株式会社ダイエーマートが運営していたディスカウントストアである。

## 概要
1970年代後半から日本では物不足が減少し、単に商品を並べただけでは売れなくなっていった。更に、既存店の売り上げの伸び悩みが浮き彫りとなりダイエーは新業態となるディスカウント事業参入を決めた。こうして誕生したのがDマート及びトポスである。
1980年8月にアメリカ合衆国を中心にディスカウントストアを展開していたKマートと提携を結んだのが始まりである。Kマート側がダイエーに対して、ディスカウント店舗の建設やアメリカ式のオペレーション等のノウハウを供与したことで、従来のダイエー店頭価格よりも安く売ることに成功する。
同時期に誕生したトポスとは異なり、主に郊外に展開していたのが特徴で、食品関係に力を入れていたのが特徴であった。1981年4月に開業した1号店のDダイエー草加店(旧ダイエー草加店)を皮切りに次々と出店しトポスやバンドールともにディスカウント事業の中核をなしていた。Dダイエーは草加店しか使用されず後にDマートに名称変更した。
かつて西葛西店も一時的にディスカウント業態でDダイエーを名乗っていたが関係性は不明である
1978年の新聞広告にダイエー港南台（ディーマート）という記載があったがこちらも関係性は不明である
1987年9月1日には、現存していたDマート3店をダイエーに吸収、1988年に、運営子会社「ダイエーマート」清算し、赤字の肩代わりを行って営業を進めてきた。長らく、数店舗のみの出店であったが忠実屋との合併を機に既存店をDマートに大量転換した。
しかし、ダイエーの経営再建の中で、閉店あるいはダイエーへの業態転換が進められ、2007年3月8日に最後まで残っていた1号店のDマート草加店がダイエーへ転換された事に伴い、Dマートは消滅した。

## 存在していた店舗

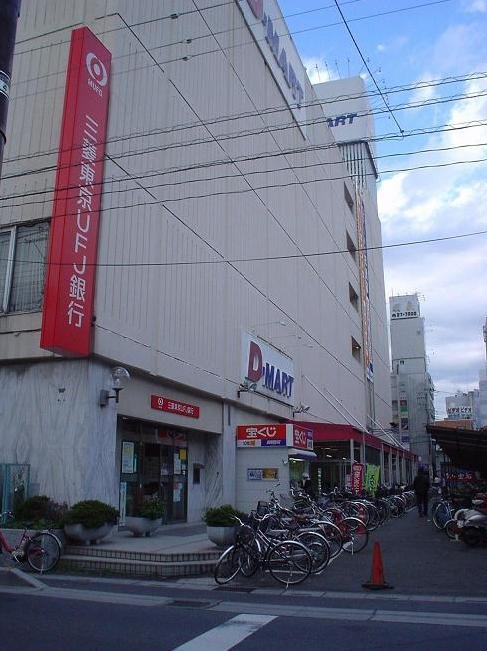
Dマート草加店（旧店舗）

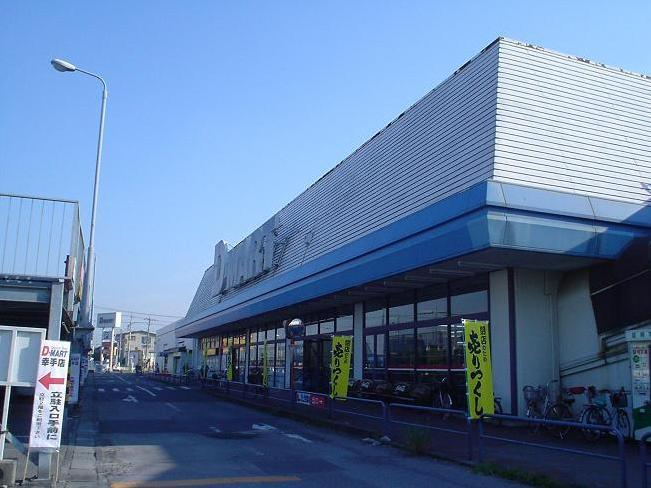
Dマート幸手店（旧店舗）

※印はダイエーからDマートに、その後ダイエーに再度転換された店舗。
栃木県
- 小山店（栃木県小山市）（ダイエー→Dマート→メガアルペン→建物解体→おやまゆうえんハーヴェストウォーク）
- 足利店（栃木県足利市）（建物存続）（→ヨークベニマルを核としたヨークタウン足利）

埼玉県
- 草加店（埼玉県草加市氷川町）（現・ダイエー草加店）（ダイエー→Dダイエー→Dマート→ダイエー）※　2011年1月に改築のため一旦閉店。2012年4月に（2代目）ダイエー草加店が開業。

草加市草加にあったダイエー草加店（旧・忠実屋）とは別。
- 秩父店（埼玉県秩父市）（建物存続）（→ベスト電器ヤオ秩父店）
- 本庄店（埼玉県本庄市）（建物存続）（→ベルク）
- 岩槻店（埼玉県さいたま市岩槻区）（→マミーマート）
- 幸手店（埼玉県幸手市）（2006年12月31日閉店）（→ベルクを核とした「幸手北モール」）

同じ幸手市内にはマルエツが主体となって開発した「エムズタウン幸手」が2005年12月8日にオープンしている。
千葉県
- 君津店（千葉県君津市）（旧・忠実屋→ダイエー君津店（2016年2月29日もって閉店)→イオンタウン君津）
- 松戸店（千葉県松戸市）（→ダイエー松戸西口店）※2024年8月31日閉店
- 我孫子店（千葉県我孫子市）（ダイエー→Dマート→建物解体マンション）
- 稲毛海岸店（千葉県千葉市美浜区）（忠実屋新稲毛店→忠実屋フランツ新稲毛店→DISPA!稲毛海岸店→Dマート、建物存続）（→イオンマリンピア専門館）
- 南行徳店（千葉県市川市）（建物存続）（→ヤマダ電機）
- 木更津店（千葉県木更津市）（旧・忠実屋、建物解体）（→スシロー・ツタヤ、国道16号をまたぐ歩道橋との連絡口は封鎖。東側の駐車場はセブン-イレブン木更津清見台店の駐車場に転用）。

東京都
- 赤羽店（東京都北区）（旧・忠実屋、ダイエー赤羽北本通り店→イオン赤羽北本通り店）改築のため2020年5月に一旦閉店、2023年にイオンスタイル赤羽が開業

神奈川県
- 海老名店（神奈川県海老名市） （ショッパーズプラザ海老名・ダイエー海老名店）
- 阿久和店（神奈川県横浜市瀬谷区）（Dマート→ダイエー→店舗閉鎖→建物解体→ユーコープ横浜瀬谷センター）

愛知県
- 高浜店（愛知県高浜市）

大阪府
- 金岡店（大阪府堺市北区）（ダイエー→Dマート→建物存続→レインボー金岡）

兵庫県
- 花北店（兵庫県姫路市）（建物存続）（ダイエー→Dマート→ヴィーナスギャラリー花北店（パチンコ）を核とした娯楽施設。跡地のパチンコ店出店にたいして、周辺に小・中学校や福祉施設などがあるため、地元の増位地区、水上地区の両連合自治会が堀川和洋市長に対し、約1万800人分の反対署名を提出。市側は反対署名を重く受け止め、建築基準法に基づく建築確認を１週間留保の後、建築主事が建築確認を出し、兵庫県公安委員会も設置認可を出した。ＪＲ野里駅前の「花北地区」は、東洋紡績姫路工場の跡地を姫路市が1975年に買収、「副都心」としての機能を持たせようと約19ヘクタールで土地区画整理事業を実施し、文化生活地区などとして、図書館などの施設や集合住宅などを整備した。同店は1982年オープンのダイエー花北店を受け継ぎ、1994年から営業していたが、2002年6月に閉店した。）[7][8]